# Søndre Hølands kommun
Søndre Hølands kommun (norska: Søndre Høland kommune) var en kommun i Akershus fylke i sydöstra Norge. Kommunen omfattade den sydvästra delen av nuvarande Aurskog-Hølands kommun. Tätorten Hemnes utgjorde kommunens centralort.

## Administrativ historik
Søndre Hølands kommun upprättades den 1 juli 1924 när den dåvarande kommunen Høland delades i två och de båda kommunerna Nordre Høland respektive Søndre Høland bildades. Kommunen hade 2 106 invånare vid upprättandet.
Den 1 januari 1966 gick Søndre Hølands kommun, tillsammans med kommunerna Aurskog, Nordre Høland och Setskog, upp i den då nybildade Aurskog-Hølands kommun. Kommunens hade då 2 173 invånare.